# Kostolná-Záriečie
Kostolná-Záriečie je naseljeno mjesto u okrugu Trenčín u  Trenčínskom kraju u Slovačkoj.

## Stanovništvo
| Godina:     | 1994. | 2004.   | 2014.   | 2024.   |
| ----------- | ----- | ------- | ------- | ------- |
| Broj ljudi: | 662   | 645     | 658     | 671     |
| Razlika:    |       | −2,56 % | +2,01 % | +1,97 % |

| Godina:     | 2023. | 2024.   |
| ----------- | ----- | ------- |
| Broj ljudi: | 672   | 671     |
| Razlika:    |       | −0,14 % |

Prema podacima o broju stanovnika iz 2024. godine naselje je imalo 671 stanovnika.

## Vanjske poveznice
|  | Zajednički poslužitelj ima još gradiva o temi Kostolná-Záriečie |

- Službena stranica naselja (sl.)